# Akra Aktion
Cargoul Akra Aktion (nume anterior Steven) a fost construit în 1957 la Amsterdam, Olanda având următoarele caracteristici : 
- lungime 91,40 m,
- lățime 12,54 m,
- pescaj 6,75 m,
- deplasament 3851 tdw,
- motor de 1600 CP.

Cargoul naviga sub pavilion Grecia și plecase din Brăila încărcat cu 3575,52 tone laminate având ca destinație portul Alexandria, Egipt. Pe data de 19.02.1981 nava a fost surprinsă de o furtună și a eșuat la câteva sute de metri distanță de plaja de la Vama Veche, adâncimea apei fiind de numai câțiva metri.
Echipajul a fost salvat însă nava nu a mai fost recuperată, iar încărcătura a fost scoasă la suprafață 20 de ani mai târziu. 
În prezent, deasupra apei a rămas vizibilă o mică parte din prova epavei.